# Kannari, Sindhnur
Kannari là một làng thuộc tehsil Sindhnur, huyện Raichur, bang Karnataka, Ấn Độ.